# Joseph-Frédéric-Benoît Charrière

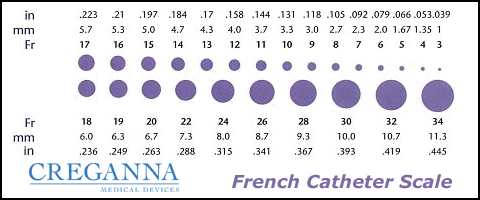
Skala wielkości cewników w jednostkach „French”

Joseph-Frédéric-Benoît Charrière (ur. 19 marca 1803 w Cerniat, zm. 28 kwietnia 1876 w Paryżu) – francuski producent narzędzi chirurgicznych i aparatury medycznej.

## Życiorys
Charrière urodził się w Cerniat w kantonie Fryburg w Szwajcarii. W wieku 13 lat przeniósł się do Paryża i został uczniem producenta noży. W 1820 założył firmę produkującą narzędzia chirurgiczne, która szybko rozrosła się do 400 pracowników i zyskała światową sławę. W 1843 uzyskał obywatelstwo francuskie.
Opracował i ulepszył szereg instrumentów medycznych, zwłaszcza igieł podskórnych i cewników; francuska skala wielkości cewników pochodzi od jego nazwiska (1 Charrière = 1 mm obwód zewnętrzny ~ 1/3 mm średnica zewnętrzna). Aby to osiągnąć, Charrière skorzystał z nowo opracowanych materiałów, takich jak nowe srebro, stal nierdzewna i guma.

## Jednostka miary
Jego nazwisko stało się jednostką miary Charrière dla obwodu zewnętrznego, a tym samym pośrednio dla średnicy instrumentów urologicznych, endoskopów i cewników do różnych celów (1 Charr = 1 mm obwodu zewnętrznego ~ 1/3 mm średnicy zewnętrznej). Ponieważ jednak jego nazwisko było trudne do wymówienia przez wielu ludzi w krajach anglojęzycznych, szybko znaleziono alternatywną nazwę, a mianowicie „French” – francuski. Ta „alternatywna nazwa” jest obecnie używana jako jednostka miary dla cewników i innych instrumentów medycznych do wprowadzania (1 French = 1/3 mm).

## Odznaczenia
- Legia Honorowa IV klasy (Oficer)